# ساحة الملكة (لندن)
تقع حديقة ساحة الملكة (بالإنجليزية: Queen Square)‏ بوسط لندن، وتجمع مجموعة أبنية ذات صلة بالطب، وخصوصاً علم الأعصاب. استغرق بناؤها تسع سنوات. وتم تسمية الساحة بهذا الاسم، لوجود تمثال الملكة آن بداخله. بعد منتصف القرن التاسع عشر، بدأت مراكز البحوث الطبية في الظهور. والآن أصبح هذا المكان مستشفى لأمراض الباطنة والأمراض العصبية، وأصبحت هذه الساحة أحد مراكز البحوث الطبية.